# Plaza Jornal do Comércio
La Plaza Jornal do Comércio es una plaza situada en el barrio de Saúde, en la zona central de la ciudad de Río de Janeiro, Brasil. Se ubica en el cruce de la rúa Sacadura Cabral con la avenida Barão de Tefé. Integra el Circuito Histórico y Arqueológico de Celebración de la Herencia Africana, creado con el objetivo de preservar la memoria africana en la ciudad de Río de Janeiro]].
En la plaza se encuentra el Muelle de Valongo, que fue el principal lugar de desembarque y comercio de esclavos africanos entre 1811 y 1831 en América. El muelle, redescubierto en el 2011 durante las obras del Porto Maravilha, fue declarado patrimonio histórico de la humanidad por la UNESCO al haber sido uno de los más importantes testimonios de la diáspora africana fuera de África.
El espacio público fue llamado "Plaza Jornal do Comércio" en homenaje al Jornal do Commercio, que fue un periódico que circuló entre 1827 y 2016 en la ciudad de Río de Janeiro. Debido a la crisis económica del 2014 en el país, el periódico cesó sus operaciones en el 2016 publicándose su última edición el 29 de abril de ese año.

## Puntos de interés
Los siguientes puntos de interés se ubican en las cercanías de la plaza:
- Hospital Federal de los Servidores del Estado (HFSE)
- Vista Guanabara
- Sede de L'Oréal Brasil
- Hospital de Maternidad Pro Matre
- Centro Cultural Ação da Cidadania
- Morro da Conceição
- Jardín Colgante de Valongo
- Morro do Livramento